# Primer gobierno de Alan García
El primer gobierno de Alan García Pérez, empezó el 28 de julio de 1985 y culminó el 28 de julio de 1990.
Su eslogan de gobierno y de publicidad fue "El Perú trabaja y crece".

## Inicio
En los primeros días de julio, Alan García emprendió un viaje a Italia. Realizó una primera escala en Colombia y una segunda en Madrid, en dónde se entrevistó con el presidente del gobierno, Felipe González, a quien le transmitió su preocupación por la financiación de la deuda iberoamericana, su apoyo al Grupo Contadora y a la presidencia de Daniel Ortega en Nicaragua.
El 20 de julio, García anunció que su primer gabinete estaría integrado por Luis Alva Castro como Presidente del Consejo de Ministros y en el Ministerio de Economía y Finanzas; del mismo modo, anunció a los otros ministros y remarcó que Allan Wagner (un independiente) ocuparía la cartera de Relaciones Exteriores y que Carlos Blancas (un demócrata-cristiano) sería su ministro de Trabajo. 
La ceremonia de transmisión de mando se realizó el domingo 28 de julio de 1985, se contó con la presencia de los presidentes Raúl Alfonsín de Argentina, Hernán Siles Zuazo de Bolivia, Belisario Betancur de Colombia, Nicolás Ardito Barletta de Panamá, Salvador Jorge Blanco de República Dominicana y Julio María Sanguinetti de Uruguay; asimismo estuvo el secretario de Hacienda de los Estados Unidos, James Baker.
Alan García dio un mensaje a la nación que duró casi dos horas, en el que anunció medidas contra la corrupción pública, la reorganización de las fuerzas policiales en un plazo de 60 días, la eliminación de exoneraciones tributarias a las compañías petroleras que operaban en el país, la reducción de la compra de una escuadrilla de aviones Mirage 2000, la reducción de su sueldo como presidente y la formación de una comisión de paz para iniciar una amnistía. Pero el punto más controvertido fue en lo que respecta al problema de la deuda externa: anunció su decisión de dialogar directamente con los acreedores, sin usar como intermediario al Fondo Monetario Internacional (FMI), y adelantó que, durante un año, el Perú destinaría al servicio de su deuda solo el diez por ciento del valor total de las exportaciones, y no el sesenta por ciento, como se venía exigiendo. El propósito de tan audaz decisión, según explicaría después, era reconstruir las reservas internacionales, que se hallaban mermadas.

## Aspecto político

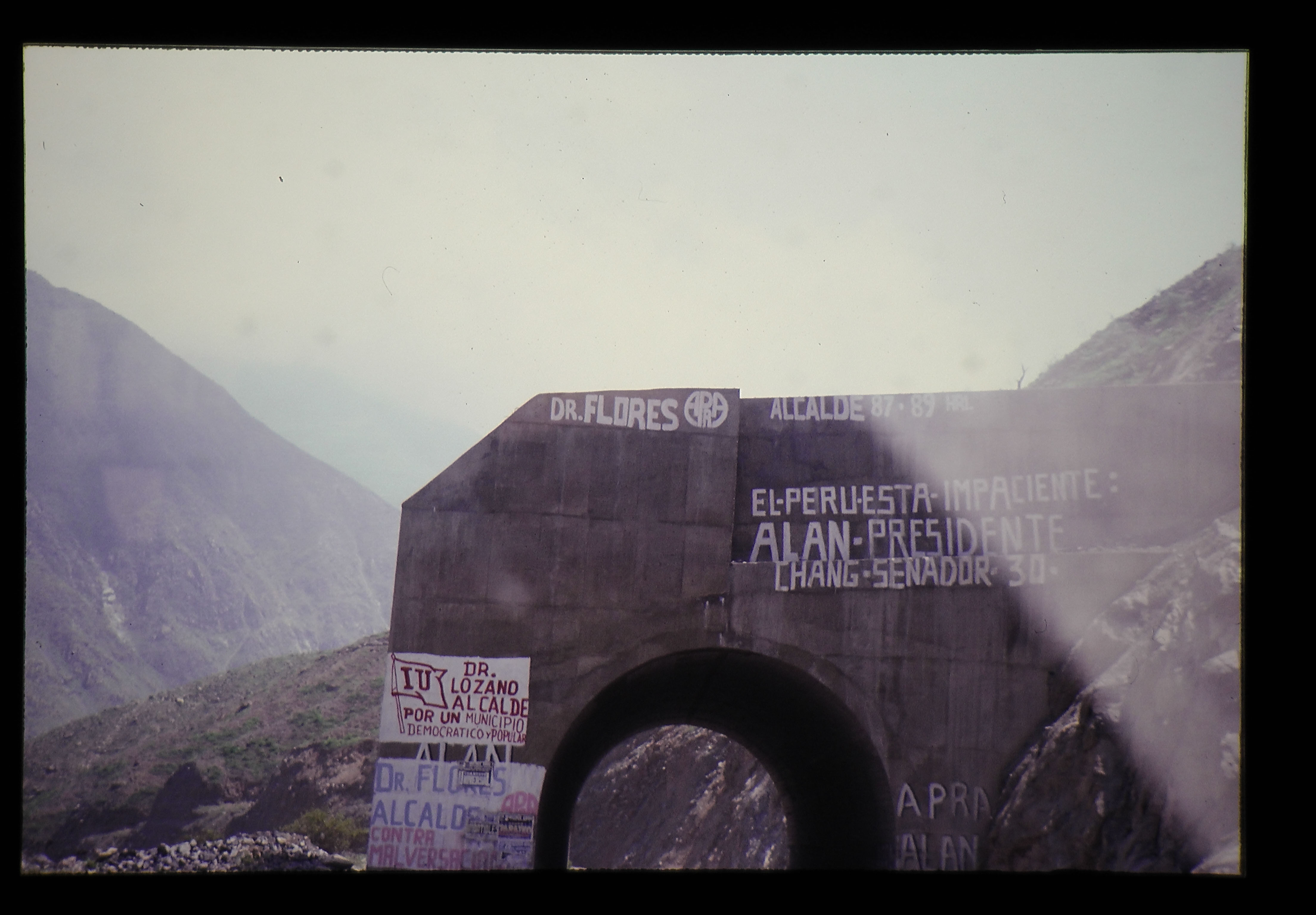
Graffiti político que llama a votar por Alan García para las elecciones generales de 1985.

Alan García fue el primer político aprista en llegar al poder en el Perú, así como el mandatario más joven (36 años) en ser elegido democráticamente en toda la historia de su país, y en su momento, en todo el mundo. Durante su campaña electoral había cautivado a las muchedumbres con su oratoria grandilocuente y efectista, aunque rehuyendo a debates con sus adversarios, pues asumía que más que programas políticos, lo que el pueblo necesitaba era un mensaje esperanzador. La expectativa era grande con lo que haría este presidente, que contaba con un apoyo mayoritario en todos los estratos sociales. Llegaba al poder en momentos en que la situación del Perú era extremadamente crítica, comenzando por poseer uno de los índices más altos de pobreza en América Latina. Todo lo cual se agravaba con el recrudecimiento del terrorismo, una inflación incontrolable (casi 200% anual), un galopante aumento de la deuda externa, un déficit crónico de divisas y una extendida corrupción pública, que incluía a la administración de justicia y la policía nacional.
Desde el principio, se hizo visible el estilo personalista que imprimió García a su gobierno, no dejando que ninguno de sus colaboradores le opacase. Inauguró un nuevo tipo de populismo que recordaba a las movilizaciones populares de la época del velasquismo. Se hicieron célebres sus “balconazos”: desde el balcón de Palacio de Gobierno comunicaba sus medidas, haciendo uso de sus dotes de orador, ante grupos de personas que luego se tornaban en multitudes.
Como vicepresidentes le acompañaban: Luis Alberto Sánchez (primer), destacado intelectual y prolífico escritor, perteneciente a la vieja guardia aprista (había nacido en 1900), que también fue designado Presidente del Senado; y Luis Alva Castro (segundo), economista y político trujillano, reelegido diputado por La Libertad, y que asimismo fue designado presidente del Consejo de Ministros y ministro de Economía y Finanzas.
En el Congreso, el nuevo mandatario contaba con una amplia mayoría, tanto en senadores como en diputados.
Se consideraba entonces al partido aprista (fundado en 1930) como de tendencia socialdemócrata y moderada (aunque algunos analistas decían que se había “derechizado” desde la década de 1950), pero García, como queriendo rescatar los orígenes del viejo partido, empezó con un discurso radical, antiimperialista y en defensa de las masas empobrecidas de su país, discurso que se iría desdibujando con el correr del tiempo.
En 1986 se realizaron elecciones municipales a nivel nacional. En Lima, considerado el primer municipio de la Nación, triunfó el candidato aprista Jorge del Castillo, que tuvo un abierto apoyo del presidente García, por lo cual recibió severas críticas de los demás candidatos. Una de las propuestas de la campaña aprista fue la construcción del tren eléctrico o Metro de Lima, que debía unir los conos distritales con el centro de Lima. Esta propuesta no se llegó a concretar entonces y apenas se inauguró un tramo de un km.

### Alan García: el surgimiento del líder del APRA
Reyna menciona que el joven Alan García era «un producto aprista de los pies a la cabeza», ya que procedía de una familia con una fuerte militancia aprista; por ejemplo, su padre, ocupó el cargo de Secretario de Organización, mientras que Alan, con tan solo doce años de edad se afilió al partido en un local de Barranco. En 1975, luego de que Haya de la Torre promoviera el «ascenso» entre un grupo de jóvenes del partido, Alan García viajó a España a estudiar Sociología, desde donde mantuvo contacto con diversos líderes apristas. Ya en 1977, para el momento en el que pronuncie su famoso discurso en la plaza San Martín al lado de Haya de la Torre, García ya ocupaba el cargo de Secretario Nacional de Organización. En octubre de 1982, Alan García obtuvo el cargo de Secretario General del Partido Aprista, luego de derrotar a Carlos Enrique Melgar. Dos años después, el 12 de febrero de 1984, García ganaría la candidatura a la presidencia, tras un proceso de elecciones internas por voto directo en las que iba a competir con Javier Valle Riestra, pero quien se retiró una semana antes de las elecciones.
Tanto en la campaña de 1985 como durante su primer año de gobierno, Alan García se caracterizó por lograr un fuerte impacto entre la gente, así como la generación de expectativas respecto de sus medidas a adoptar y su estilo particular de gobierno. Una de las medidas que García siguió empleando para comunicar sus medidas y tener más «contacto» con la gente fueron los «balconazos». Desde el Palacio de Gobierno, y con característica oratoria, García pretendía lograr una comunicación directa y personal con «la masa», reivindicarse dentro del partido Aprista como el legítimo sucesor de Haya de la Torre, y captar la atención de los medios de comunicación televisiva y escrita. Estos «balconazos», finalmente, buscaban ensalzar la figura personalista del gobierno de la época, en el que el mismo presidente acudía a sectores populares como mercados, empresas estatales, invasiones, etc. Es importante mencionar, por otro lado, que este patrón de culto a la personalidad era característico dentro del partido aprista, así, sucediendo a la figura de Haya de la Torre, Alan García representó el nuevo líder conductor de la organización, no solo como uno de los más destacados dirigentes del partido, sino como figura fuerte, activa y frontal capaz de enfrentar las carencias que dejó el gobierno saliente en 1985; tales como, por mencionar algunos, la insurrección terrorista por parte de Sendero Luminoso, las consecuencias abruptas causadas por la apertura al mercado internacional, los muchos casos de corrupción, la inflación, el desempleo y la deuda externa.

#### Campaña electoral de 1985
Los ejes temáticos en la campaña de Alan García apuntaban, principalmente, a la reivindicación del pueblo trabajador, la superación de los problemas nacionales y la integración de tanto la izquierda como la derecha. Su discurso, cuyo eslogan decía: «Mi compromiso es con todos los peruanos» hacía referencia a un APRA menos sectario y con mucho más alcance con la población. Además, apuntaba a «reavivar la mística aprista y apagar las resistencias del elector común». Es importante señalar, sin embargo, que el Perú que García recibía al gobernar tenía una serie de problemáticas que lo habían deteriorado de muchas formas. A continuación, se presentan algunos de los aspectos que representaron los desafíos más importantes a los que García debía, en teoría, enfrentarse al iniciar su gobierno:
- Desventajosa relación entre los actores económicos nacionales y el mercado internacional.
- Vulnerabilidad y dependencia del mercado nacional.
- Brecha entre crecimiento demográfico y crecimiento del producto.
- Fuerte concentración de ingreso.
- Relación desequilibrada entre los sectores industriales, extractivos y el agro.
- Hipercentralismo político en Lima
- Extrema concentración económica en la capital
- Altos índices de desempleo
- Atraso tecnológico y en los servicios públicos más básicos

Respecto del objetivo estratégico de su campaña, Zavaleta señala lo siguiente: «dando por descontado que el voto aprista lo acompaña, no sale a las calles para recrear a sus compañeros sino para capturar el voto independiente». Además, el autor señala como «aciertos tácticos» de la concepción estratégica de la campaña, los siguientes puntos:
1. El discurso de García durante la campaña tiene un carácter lírico
2. El candidato aprista no se detiene a rendirle cuentas a sus adversarios
El autor señala, finalmente, que Alan como candidato resulta «uno de los ingredientes de su propia victoria», lo cual se manifiesta en la captura del voto de protesta de los pobres en pueblos jóvenes, el voto independiente y como lo muestran los resultados en los que se supera el tercio histórico para dar lugar a casi el 50% de los votos emitidos y más de la mitad de los votos válidos.

#### Elecciones presidenciales de 1985
El domingo 14 de abril de 1985, en medio de un contexto de crisis económica y violencia política, se desarrollaron las elecciones presidenciales, las cuales representaron el quinto proceso electoral consecutivo del Perú. Alan García, con 36 años, ganó los comicios con el 53,1% de votos válidos, logrando a su vez ganar, por primera vez en la historia, en todos los distritos de la capital, convirtiéndose además en la primera fuerza nacional. Si bien García alcanzó el 53,1% de los votos válidos, los votos emitidos representaron el 46%, por lo que era necesaria, de acuerdo a la normativa en procesos electorales, una segunda vuelta. Sin embargo, Alfonso Barrantes, candidato de Izquierda Unida (IU), renunció a su participación en la segunda vuelta, motivo por el cual Alan García fue nombrado Presidente de la República. Es importante señalar que, respecto de las elecciones del 18 de mayo de 1980, en el que el candidato por el APRA fue Armando Villanueva del Campo, se logró casi duplicar el porcentaje de votos (27,4%). De esta manera, a casi cincuenta años de su creación, el Partido Aprista Peruano (PAP) llegó al poder y con mayoría absoluta en el Congreso de la República.
Candidaturas
| Nombre                        | Agrupación                             |
| 1. Alan García Pérez          | Partido Aprista Peruano (PAP)          |
| 2. Alfonso Barrantes          | Izquierda Unida (IU)                   |
| 3. Luis Bedoya                | Convergencia Democrática (CODE)        |
| 4. Javier Alva Orlandini      | Acción Popular (AP)                    |
| 5. Roger Cáceres Velásquez    | Izquierda Nacionalista (IN)            |
| 6. Francisco Morales Bermúdez | Frente Democrático de Unidad Nacional  |
| 7. Miguel Campos Arredondo    | Partido de Avanzada Nacional           |
| 8. Ricardo Napurí Schapiro    | Partido Socialista de los Trabajadores |
| 9. Peter Uculmana Suárez      | Movimiento Cívico Nacional 7 de junio  |

A continuación, se presenta información general respecto de las agrupaciones que ocuparon el segundo y tercer lugar, respectivamente, en los procesos electorales de 1985:
1. Izquierda Unida (IU)[17]

Fue una coalición de partidos, movimientos y fuertes de izquierda fundada en septiembre de 1980, cuyo primer Comité Directivo estuvo conformado por:
- Henry Pease
- Manuel Dammert
- Javier Díez Canseco
- Alfredo Filomeno
- Alberto Moreno
- Alfonso Barrantes
- Jorge del Prado
- Genaro Ledesma

```
Sus organizaciones fundadoras fueron:
```

- Partido Comunista Peruano (PCP)
- Unidad Democrática Popular (UDP)
- Unión de Izquierda Revolucionaria (UNIR)
- Partido Socialista Revolucionario (PSR)
- Partido Comunista Revolucionario (PCR)
- Frente Obrero Campesino Estudiantil y Popular (FOCEP)

2. Convergencia Democrática (CODE)
Fue una alianza política formada por el Partido Popular Cristiano (PPC), el Movimiento de Bases Hayistas (MBH) y otros grupos independientes.
Luis Bedoya Reyes, líder y fundador del PPC, postuló a la Presidencia de la República de manera consecutiva en 1980 y 1985, ocupando, en ambos procesos, el tercer lugar.
La imagen del líder del PPC durante su candidatura en los comicios de 1985, era la de un candidato de derecha, lo cual representó su mayor dificultad al momento de captar los votos del electorado. Para lograr generar una perspectiva más ubicada al centro del espectro político, Luis Bedoya optó por la alianza con el MBH, de Andrés Townsend.
Resultados generales
| Información general                  |           |      |
| Votos inválidos y en blanco          | 1,044,181 | –    |
| Total                                | 7,544,836 | 100  |
| Votantes registrados / Participación | 8,333,433 | 90.6 |
| Fuente: Nohlen / Wikipedia           |           |      |

| Candidato                  | Agrupación                             | Votos     | %    |
| Alan García                | Partido Aprista Peruano (PAP)          | 3,452,111 | 53,1 |
| Alfonso Barrantes Lingán   | Izquierda Unida (IU)                   | 1,605,139 | 24.7 |
| Luis Bedoya Reyes          | Convergencia Democrática (CODE)        | 773,313   | 11.9 |
| Javier Alva Orlandini      | Acción Popular (AP)                    | 471,150   | 7.3  |
| Roger Cáceres Velásquez    | Izquierda Nacionalista (IN)            | 81,647    | 2.0  |
| Francisco Morales Bermúdez | Frente Democrático de Unidad Nacional  | 54,899    | 0.8  |
| Miguel Campos Arredondo    | Partido de Avanzada Nacional           | 23,366    | 0.4  |
| Ricardo Napurí Schapiro    | Partido Socialista de los Trabajadores | 15,696    | 0.2  |
| Peter Uculmana Suárez      | Movimiento Cívico Nacional 7 de Junio  | 10,150    | 0.2  |

 Resultados en la Cámara de diputados
| Agrupación                             | Votos     | %    | Escaños | +/-   |
| Partido Aprista Peruano                | 2,920,605 | 50.1 | 107     | +49   |
| Izquierda Unida                        | 1,424,981 | 24.4 | 48      | +38   |
| Convergencia Democrática               | 649,404   | 11.1 | 12      | +10   |
| Acción Popular                         | 491,581   | 8.4  | 10      | –88   |
| Izquierda Nacional                     | 110,695   | 1.9  | 1       | –3    |
| Frente Democrático de Unidad Nacional  | 59,455    | 1.0  | 0       | Nuevo |
| Movimiento Cívico Nacional 7 de Junio  | 24,466    | 0.4  | 0       | Nuevo |
| Partido de Avanzada Nacional           | 19,131    | 0.3  | 0       | Nuevo |
| Partido Socialista de los Trabajadores | 16,425    | 0.3  | 0       | Nuevo |
| Partido Socialista del Perú            | 14,775    | 0.3  | 0       | 0     |
| Independientes                         | 99,192    | 1.7  | 2       | +2    |
| Votos inválidos y en blanco            | 777,823   | –    | –       | –     |
| Total                                  | 6,608,533 | 100  | 180     | 0     |
| Votantes registrados / Participación   | 8,282,545 | 79.8 | –       | –     |
| Fuente: Nohlen / Wikipedia             |           |      |         |       |

Resultados en el Senado
| Agrupación                                       | Votos     | %    | Escaños | +/-   |
| APRA-DC-SODE a                                   | 3,099,975 | 51.3 | 32 a    | +14   |
| Izquierda Unida                                  | 1,521,461 | 25.2 | 15      | +6    |
| Convergencia Democrática                         | 675,621   | 11.2 | 7       | +1    |
| Acción Popular                                   | 492,056   | 8.1  | 5       | –21   |
| Izquierda Nacionalista                           | 103,874   | 1.7  | 1       | 0     |
| Frente Democrático de Unidad Nacional            | 56,859    | 0.9  | 0       | Nuevo |
| Partido de Avanzada Nacional                     | 25,843    | 0.4  | 0       | Nuevo |
| Frente Agrícola Humanista Femenino               | 17,540    | 0.3  | 0       | Nuevo |
| Partido Socialista de los Trabajadores           | 16,113    | 0.3  | 0       | Nuevo |
| Movimiento Cívico Nacional 7 de Junio            | 15,126    | 0.3  | 0       | Nuevo |
| Partido Socialista del Perú                      | 12,991    | 0.2  | 0       | 0     |
| Partido Mariateguista por la Liberación Nacional | 7,359     | 0.1  | 0       | Nuevo |
| Fernando Belaúnde Terry b                        | –         | –    | 1       | –     |
| Votos en blanco e inválidos                      | 1,162,305 | –    | –       | –     |
| Total                                            | 7,206,943 | 100  | 61      | +1    |
| Votantes registrados / Participación             | 8,282,545 | 80.7 | –       | –     |
| Fuente: Nohlen / Wikipedia                       |           |      |         |       |

#### Elecciones Municipales de 1986[18]
Las elecciones municipales de 1986 se llevaron a cabo el domingo 9 de noviembre, en medio de muchas irregularidades que generaron una sensación de desconfianza en la población respecto de sus resultados finales. Luego de casi dos meses de demora, en diciembre de 1986, se presentaron los resultados oficiales, dando como ganador a Jorge del Castillo, representando al Partido Aprista Peruano, el cual tenía, obviamente, apoyo abierto del gobierno. El segundo lugar lo ocupó Alfonso Barrantes Lingán, de Izquierda Unida, quien ya había sido alcalde de Lima en 1983 y candidato a la presidencia en los procesos electorales de 1985. El tercer lugar lo ocupó Luis Bedoya Reyes, líder del Partido Popular Cristiano (PPC), quien ya había sido dos veces alcalde de Lima durante la década de los sesenta, además de candidato a la Presidencia de la República en 1985, como Bedoya Reyes.
Resultados en Lima (por agrupación)
| Organización Política                                                                   | Total Votos | % Votos Válidos |
| Partido Aprista Peruano                                                                 | 817,056     | 37.562 %        |
| Frente Electoral Izquierda Unida                                                        | 756,213     | 34.765 %        |
| Partido Popular Cristiano                                                               | 585,421     | 26.913 %        |
| Partido Avanzada Nacional                                                               | 5,540       | 0.255 %         |
| Frente Nacional de Trabajadores y Campesinos                                            | 4,844       | 0.223 %         |
| Partido Socialista de los Trabajadores                                                  | 3,433       | 0.158 %         |
| Movimiento Cívico Nacional 7 de junio                                                   | 2,488       | 0.114 %         |
| L.i. línea humanista n° 9                                                               | 228         | 0.010 %         |
| Votos en blanco                                                                         | 34,927      |                 |
| Votos nulos                                                                             | 126,565     |                 |
| Fuente: Infogob. Observatorio para la Gobernanilidad, del Jurado Nacional de Elecciones |             |                 |

### Política exterior
Debido a la crisis económica por la que pasaba el Perú al iniciar el gobierno del APRA, García utilizó un discurso antiimperialista para imputar al sistema financiero internacional como el culpable de la nefasta situación económica por la que pasaban distintos países pobres. No se rehusó a pagar la deuda externa, pero mencionó que lo haría sin poner en riesgo el desarrollo del país.
En la FAO, presentó otro discurso en el que, prácticamente, siguió la misma línea explicativa de la situación por la que pasaba el país, pero vinculándolo al problema del hambre mundial. En este y en los distintos discursos que pronunció García a nivel internacional o dirigido a instituciones internacionales, como el FMI, constituían una estrategia política que llevó a cabo el APRA durante los primeros años de gobierno. Desde su discurso inaugural en el Congreso, en julio de 1985, se podía percibir esto. No solo buscaba representar al APRA, ni tampoco solo al Perú, sino, también quería crear una imagen de líder regional, una especie de representante de todos los pueblos pobres del mundo. Si bien al comienzo consiguió cierto protagonismo mundial, esa imagen no tuvo consistencia, se iría desinflando poco a poco, debido a que en los hechos el sus objetivos no resultaron como él deseaba.
La diplomacia antiimperialista que utilizó García no tuvo mucho éxito. No hubo una repercusión en el continente, al menos con el mismo ímpetu que demostraba el líder aprista en sus discursos. Sin embargo, García respondió mediante una propuesta regional para disminuir la compra de armas. Tuvo cierto éxito, pues, a diferencia de la deuda externa, varios países latinoamericanos como Ecuador, Bolivia y Chile apoyaron este propuesta del gobierno Aprista. Pero no solo fueron armas, se redujo la compra de algunos aviones Mirage. Además, se dio la apertura en Lima de un Centro Regional para la Paz, el Desarme y el Desarrollo, de las Naciones Unidas, que demostró que García estaba obteniendo algunos triunfos en su objetivo, al menos con éxitos simbólicos.
Por otro lado, en 1985 los cancilleres de Chile y Perú firmaron el Acta de Lima, según cláusulas contenidas en algunos artículos del tratado de 1929. Esta Acta no tenía un carácter vinculante, ya que podían ser modificados en el futuro. Se buscaba llegar a terminar de conciliar un régimen jurídico que pueda configurar el ejercicio de los derechos del Perú en Arica, de manera plena y eficaz, sin perjudicar la soberanía de Chile. Para ello, se estableció la Estación Terminal del Ferrocarril de Arica a Tacna a partir del Malecón de Atraque. Además, se eligió un nuevo edificio para la Agencia Aduanera del Perú. También, se construyó un monumento conmemorativo a la relación amical que tenían los dos países, y se acordó un conjunto de arreglos más, pero de menor importancia. Con Ecuador, estableció un diálogo con el objetivo de mejorar las relaciones que tenía con el Perú, sobre todo después de los incidentes limítrofes que se dieron en 1981. Con Bolivia, se dieron algunos acuerdos comerciales y otros en relación con la lucha contra el narcotráfico. Por último, en la relación con los demás países de la región, un hecho importante es que el gobierno Aprista rechazó cualquier intervención extranjera en la región. Esto a raíz de la ayuda que dio Estados Unidos a los golpistas en Nicaragua. Aun así, los estadounidenses invadieron Panamá en 1989, y la respuesta peruana no fue con la misma intensidad.
Toda esta maniobra diplomática realizada por García tenía más un trasfondo ideológico antes que la búsqueda del desarrollo económico, tanto nacional como regional.  En ese sentido, se utilizó el Sistema Económico Latinoamericano (SELA) como una “caja de resonancia” del modelo heterodoxo que García venía impulsando en el país. El presidente tuvo ciertos éxitos, pues, en una reunión realizada en Lima, hubo un apoyo relativo a la postura de García sobre la deuda. Ese trasfondo ideológico también guardaba relación con el intento del APRA de ocultar, a nivel regional, el contexto nefasto por el que pasaba el Perú, y a nivel nacional, para demostrar y exhibir que el país estaba recibiendo bastante apoyo, debido al dinamismo mostrado por García en sus participaciones regionales.

## Aspecto económico

### El problema de la deuda externa
Fue durante el gobierno militar de Juan Velasco Alvarado (1968-1975) en que la deuda externa creció en un nivel alarmante, debido en parte a la masiva compra de armamento soviético, que convirtió por entonces al Perú en una potencia militar en la subregión. El gobierno militar de Francisco Morales Bermúdez (1975-1980) tuvo que renegociar la deuda, aceptando las severas condiciones que impusieron el FMI y los acreedores internacionales. En el segundo gobierno constitucional de Fernando Belaúnde Terry (1980-1985), la situación continuó agravándose, tanto así que en 1984, el Perú dejó de hacer algunos pagos, aunque manteniendo siempre su voluntad de pagar. Eso sí, se pidió al FMI ser más flexible en el cobro de los intereses y amortizaciones, exigiendo plazos más largos y rebaja de tasas. De los 10 mil millones de dólares que se debía en 1980 como herencia del régimen militar, se elevó a 14 mil millones en julio de 1985. 
Tal era la situación al momento en que asumió el poder el gobierno aprista. En los primeros días del gobierno, el ministro de Economía, Luis Alva Castro, siguiendo la política trazada por García, anunció que se atendería el pago de la deuda externa sin sacrificar más al pueblo y sin aceptar las condiciones propuestas por el Fondo Monetario Internacional.
En septiembre de 1985, García viajó a los Estados Unidos para presentarse en la Asamblea de la Organización de las Naciones Unidas en Nueva York, donde dio un discurso memorable. Allí reafirmó su voluntad de destinar solo el 10% de las exportaciones peruana como amortización de la deuda externa. Pero hizo más: amenazó con retirar al Perú de la organización si el sistema internacional no era reformado y dejara de servir solo a los intereses de un solo país (esto es, los Estados Unidos). Esta posición, con lo que pretendía a todas luces asumir un liderazgo tercermundista, le valió una exposición mediática a nivel internacional: el New York Times le dedicó un titular a cinco columnas, y en la primera semana de octubre de 1985, la revista Newsweek lo calificó como la estrella política más importante que emerge en América Latina desde Juan Domingo Perón. En diciembre, dicha revista colocó a García entre las diez personalidades más destacadas del mundo.[cita requerida]
En noviembre de 1985, García asistió a la Asamblea bianual de la FAO en Roma, en donde tuvo a su cargo la disertación en memoria de McDougall. En el discurso reafirmó su tesis de la deuda externa, acusó al Fondo Monetario Internacional de ser el causante de la crisis alimentaria en el tercer mundo y anunció que el Perú orientaría su economía a la sustitución de los productos alimentarios extranjeros por propios. Entre ellos estaría la Empresa Nacional de Comercialización, responsable de comercializar leche en polvo.
Naturalmente, los países del orbe socialista saludaron complacidos aquella propuesta muy atrevida. En cambio, el FMI declaró al Perú país “inelegible” (es decir, no propenso a crédito) e “insolvente”. La marginación del Perú de la comunidad financiera internacional traería graves consecuencias, tratándose de un país con urgentes necesidades de financiamiento e inversión extranjera.

### Crecimiento económico 1985-1986
Inicialmente, García aplicó una política económica de corto plazo calificada de “heterodoxa”. Contaba al respecto con asesores izquierdistas. De manera sencilla, García explicó su plan: Para estabilizar y hacer crecer la economía, el punto de partida sería aumentar el consumo de la población. Esto se lograría mejorando los salarios reales de los trabajadores; con el aumento del consumo, las empresas y los productores agrarios aumentarían sus ventas, y ello, a su vez, incidiría en un aumento en las utilidades, lo que haría posible un aumento de la inversión, de la producción, de los puestos de trabajo y de la recaudación fiscal. El plan parecía lógico, pero tenía un punto crítico: confiar en que los empresarios no cayeran en prácticas especulativas y reinvirtieran sus ganancias en el país (lo cual no ocurriría).
Las medidas de corto plazo fueron las siguientes:
- Se aumentaron los salarios reales en un 18%;
- se congelaron los precios de los alimentos y los alquileres al valor que tenían al 27 de julio de 1985;
- se redujeron las tasas de interés bancario de 280 a 110%;
- la moneda fue devaluada en 12%;
- se rebajaron los precios de los materiales de construcción y los medicamentos;
- se controló el tipo de cambio fijándose en 13.908 soles por dólar, instaurándose el llamado Mercado Único de Cambios, MUC (pero surgió a la vez un mercado paralelo y libre que llegó a cotizar el dólar en 20.000 soles);
- los certificados de divisas quedaron congelados por 90 días (pero se siguieron cotizando en moneda extranjera);
- las tarifas de electricidad y teléfono subieron en 20%, pero se anunció que permanecerían congeladas hasta fin de año.

Al mismo tiempo, se emprendió un programa de empleo masivo y de apoyo crediticio a la agricultura.
En un comienzo, las medidas adoptadas dieron resultados positivos. Ya en septiembre de 1985, la inflación bajó a 3,5 % (comparado con 12,5 % en abril del mismo año). Hacia el segundo trimestre de 1986, la economía dio señales de clara recuperación. Los sectores que dependían de la demanda interna (manufactura, construcción, agricultura) crecieron, no así los sectores dedicados a la exportación (minería, pesca). En 1986, la economía creció 10 %. Fue el mayor crecimiento desde los años 50; con ello García disfrutó entonces de una popularidad récord en América Latina (76% a fines de 1986). Cuando la capacidad de gasto del estado fue agotada entonces comenzaron múltiples problemas.
El primer problema fue que a pesar de la reactivación económica, el Estado casi no percibía mayores ingresos. Otro problema consistía en que, después del gran crecimiento de 1986, la capacidad productiva de la modesta industria nacional estaba llegando a sus límites. Hacían falta inversiones para instalar nuevas capacidades y así continuar con la reactivación. Para ello, era necesario recurrir a inversiones y préstamos extranjeros.
La poca confianza de la ciudadanía en las políticas económicas del Gobierno condujo a que, hacia fines de 1986, muchos cambiaron sus intis por dólares temiendo –y, al mismo tiempo, originando– una devaluación del inti. El paquete de medidas adoptadas por García incluía el congelamiento del tipo de cambio inti-dólar. Pero tal congelamiento tendía a ser artificial en tanto la demanda real de intis iba perdiendo cada vez más terreno frente al dólar. Este cambio se vio reflejado en la tasa de cambio libre, aquella de los cambistas de la calle, paralela al cambio oficial.

### Peligro de crisis
En 1987, el peligro de una crisis en la balanza de pagos y en las reservas internacionales era evidente. Sin embargo, el Estado Peruano siguió confiando en un crecimiento económico rápido hasta 1988. Al mismo tiempo, se vio obligado a devaluar el sol de oro, y a subir los sueldos y los precios.
En líneas generales, la política económica estatal empezó a caer en contradicciones. Por un lado, el Gobierno buscaba el contacto directo con los empresarios importantes (llamados los doce apóstoles, por ser solo una docena de grupos empresariales) con el fin de persuadirlos a invertir en el desarrollo de la capacidad productiva. Por otro lado y en su necesidad de aumentar los ingresos del Estado, supuestamente obligó, a comienzos de 1987, a las empresas a prestarle dinero al Estado. De las empresas, para 2005 sobrevivieron tres.
En concreto, las empresas fueron forzadas a comprarle al Estado Peruano bonos obligatorios por un valor que llegaba hasta el 30% de las utilidades brutas que las empresas habían obtenido en 1986. Con esta medida, el Gobierno provocó airadas reacciones en el sector empresarial. Al poco tiempo, algunas empresas fueron exoneradas del pago obligatorio y finalmente el programa fue cancelado.
Este tipo de marchas y contramarchas, de reacciones sobre hechos ya consumados, de pasividad frente a los peligros venideros contribuyeron a la percepción de que la política económica del Gobierno estaba siendo improvisada y, sobre todo, perdiendo el control. La situación se agudizó con la renuncia, en junio de 1987, del ministro de Economía Luis Alva Castro. A esas alturas la inflación ya resultaba agobiante.

### Intento de estatización de la banca (1987)
A pesar de los beneficios que había traído la implantación del programa heterodoxo en los primeros dos años de gobierno, este empezaba a mostrar ciertos límites. El incremento del número de huelgas, paros y protestas ocasionó una fuerte presión para el gobierno, lo cual llevó a una revaluación del programa económico y a ver la inversión como una prioridad para cambiar la situación económica del país.
| Perú: Actividad huelguística, 1984-1989 |               |                                         |                                  |                                  |                                  |
| Año                                     | N° de huelgas | N° de trabajadores involucrados (miles) | Horas-hombre perdidas (millones) | Horas-hombre perdidas (millones) | Horas-hombre perdidas (millones) |
| Año                                     | N° de huelgas | N° de trabajadores involucrados (miles) | Total                            | Industria                        | Minería                          |
| 1984                                    | 509           | 703                                     | 13,8                             | 1,8                              | 4,4                              |
| 1985                                    | 579           | 238                                     | 12,2                             | 2,8                              | 2,5                              |
| 1986                                    | 642           | 249                                     | 16,9                             | 7,2                              | 5,6                              |
| 1987                                    | 720           | 310                                     | 9,1                              | 3,2                              | 3,1                              |
| 1988                                    | 814           | 693                                     | 38,2                             | 6,7                              | 20,9                             |
| 1989                                    | 667           | 114                                     | 15,2                             | 3,2                              | 3,4                              |
| Fuente: Crabtree (2005: 235)            |               |                                         |                                  |                                  |                                  |

El entorno presidencial y los equipos técnicos mostraron su opinión a favor de un nuevo impulso del programa económico. Uno de ellos fue Daniel Carbonetto, asesor principal del presidente García y uno de los principales promotores del modelo heterodoxo. Él había empezado a mostrar su preocupación acerca del contexto económico por el que pasaba el Perú. Además, manifestó la necesidad de contar con el apoyo del sector privado por medio de la inversión, pues de esa forma se creía que se podría reactivar la economía en el país. A partir de la postura de Carbonetto es que se empieza a erigir una relación más directa con el sector privado. En especial, con los grandes grupos empresariales.
El presidente García, de igual manera, empezó a mostrar esta posición públicamente a través de sus discursos. Había mencionado la posibilidad de desarrollar un “proyecto histórico” de largo plazo junto al sector privado. Para ello, manifestó su intención de convencer al sector empresarial de que invierta y reinvierta su capital financiero, reorientándolo al desarrollo de un proyecto nacional. Esto marcaba una clara diferencia con “El Futuro Diferente”, en el cual el Estado tenía un rol esencial, pues era “el centro de acumulación”, mientras que los circuitos financieros quedaban neutralizados.
Para fomentar el proceso de crecimiento económico, las relaciones que planteó el gobierno con el sector privado, buscó directamente a los grupos de poder de mayor influencia. García creía que de esa forma podría generar confianza y credibilidad en todo el empresariado, soslayando a los grupos económicos y empresariales medianos y pequeños. Se llevaron a cabo diversas reuniones donde personajes del sector público como del sector privado buscaban conciliar algunas políticas o algún programa de inversión. Entre estos grandes grupos de poder se encontraban “los doce apóstoles”. Se les llamaba así pues normalmente se reunían los doce. Entre ellos estaban los Romero (los máximos accionistas del Banco de Crédito), los Ferreyros, los Wiese, los Brescia, los Nicolini, los Raffo, los Bentín, los Picasso, el grupo Lanata Piaggio, el grupo Oleachea Álvarez-Calderón, y Cogorno.
Desde el inicio de estas relaciones hubo una mutua desconfianza y credibilidad. Por un lado, el gobierno temía que el sector privado no invierta toda la cantidad posible y necesaria para financiar el proyecto gubernamental y que permitiera una fuga de capitales. Por su parte, el sector privado se mostraba algo reacio a confiar en este intento de concertación del presidente. Desde la prensa financiera hasta los mismos empresarios habían sido algo recelosos ante la petición del gobierno de García de que el proyecto gubernamental sea financiado por ellos. Además, dudaban de las intenciones reales del gobierno, pues algunos consideraban que el APRA solo trataba de ocultar sus objetivos socialistas.
El punto de ruptura del gobierno de García fue su intento de estatizar los bancos, las financieras y las compañías de seguros. La medida fue anunciada en el mensaje a la nación del 28 de julio de 1987.
La idea de estatizar la banca se formuló primero en el círculo más cercano a García. Entre ellos estaban Daniel Carbonetto, Carlos Franco, Javier Tantaleán, Agustín Mantilla e incluso Pilar Nores. Luego, se comunicó al Consejo de Ministros, en el cual solo Manuel Romero Caro, Javier Labarthe Correa y Guillermo Larco (ministro de Industria, ministro de Pesquería y primer ministro respectivamente) no coincidían con esta disposición. Sin embargo, se le comunicó al gabinete esta noticia cuando la medida ya estaba decidida. Previamente había existido algunas reuniones del entorno presidencial más cercano para coordinar algunos aspectos generales, pero no hubo un trabajo concreto y anticipado en donde se haya desarrollado un plan que expresara los pasos a seguir luego de haber nacionalizado la banca.
García explicó las razones de su medida: los empresarios, -y en especial los grupos de poder económico-, pese a beneficiarse con las bondades de la política heterodoxa, no habían tomado conciencia en invertir en el país, dedicándose a especular y sacar sus capitales al exterior. Por lo que García creyó necesario, en aras del bien público, tomar el control del principal mecanismo de captación y distribución de capitales: el sistema financiero. Ya en 1982 había publicado un libro (El futuro diferente) en el que criticaba a los bancos privados por excluir del sistema de créditos a los sectores informales, campesinos así como las pequeñas y medianas empresas (PYMES). Según García, era necesario “democratizar” el crédito y, dado que el sector privado no estaba dispuesto a asumir esa tarea, el Estado debía tomar las riendas.
Con miras a la aprobación de esta medida, en el Congreso de la República del Perú los apristas ganaron el apoyo de los representantes de la Izquierda Unida, con lo que lograron una sólida mayoría, frente a los representantes del PPC y AP. García empezó a recorrer el país, explicando con su oratoria convincente las supuestas bondades de su proyecto. De otro lado, sectores altos y medios de la población se mostraron reacios al mismo, y se agruparon en torno al Movimiento Libertad encabezado por el escritor Mario Vargas Llosa, lo que marcó la aparición de la prédica liberal y antiestatista en el discurso político nacional (hasta entonces dominado por los extremismos de izquierda y derecha). En las cámaras del parlamento se discutió tempestuosamente la aprobación del proyecto, siendo finalmente sancionado (se expropiaría hasta el 70% del capital social de los bancos y financieras del sector privado). Sin embargo, esta ley, en la práctica, no se aplicó. Solo dos comisiones interventoras se activaron, la del Banco de Crédito y la del Banco Wiese, pero en la práctica no hubo mayor cambio. En definitiva, el intento de estatización de la banca constituyó en otro de los fracasos del gobierno alanista.
La resistencia que mostraron los sectores liberales ante el intento de estatización de la banca se expresó a través de una manifestación pública el 21 de agosto de 1987, la cual aglomeró a una gran cantidad de personajes y organizaciones de derecha. Esto no ocurría desde varias décadas atrás, pues no era común que este sector tuviera una gran cantidad de partidarios o simpatizantes. Por ello, este fue un momento crítico en la política peruana, ya que desde ese momento la derecha renace en el terreno político y obtiene un mayor respaldo de alguna parte de la población. Por otro lado, los partidos de izquierda se vieron tremendamente afectado, al igual que los partidos de centro. Tanto el APRA como Izquierda Unida perdieron mucho apoyo popular y su imagen quedó mermada ante el resurgimiento de la derecha.

### Crisis al final de su mandato (1988-1989)
Al finalizar el año 1987, la crisis ya era evidente: La inflación empezó a ascender bruscamente (114,5 % en diciembre del 1987), la producción –y, por consiguiente, la reactivación económica– se había estancado y la balanza de pagos tuvo, en 1987, un saldo negativo de 521 millones de dólares, el hueco más grande desde 1981. Consecuentemente, las reservas internacionales siguieron decayendo. A falta de dólares, el Banco Central se vio atado de manos en el control de la tasa de cambio (una demanda creciente de dólares se puede contrarrestar poniendo en circulación los dólares ahorrados, pero estos ya no había). 
En octubre de 1987, el gobierno procedió a devaluar el inti en 44 %. Los llamados paquetazos siguieron dándose, de forma periódica, a lo largo de un año, llevando a una gran recesión económica. Pero García seguía sin aceptar la necesidad de una línea clara.
El equipo económico del gobierno presidido por Gustavo Saberbein intentaba persuadir a García de la necesidad de un shock ortodoxo: Déficit cero a través de aumentos fortísimos de impuestos y tarifas y la eliminación de subsidios. Pero García, temiendo el costo político de tal decisión, no se decidía a resolver el problema de fondo.
Finalmente, García, obligado por las circunstancias, decidió dar un cambio de rumbo, recurriendo, a fines de 1987, al Fondo Monetario Internacional (FMI) y al Banco Mundial (BM) en busca de préstamos. El experimento heterodoxo había llegado a su fin y ahora el gobierno retomaba las políticas ortodoxas. Los organismos financieros internacionales exigieron el pago previo de las moras, que ascendían a 1.500 millones de dólares. Ya para entonces las reservas internacionales eran negativas. Fue recién hacia mediados de 1988 que García se convenció de la necesidad de una “guerra frontal” contra la crisis económica. El nuevo ministro de Economía y Finanzas, Abel Salinas, tuvo la ingrata tarea de anunciar, ahora sí, el shock o ajuste económico, el 6 de septiembre de 1988. Con ello se proponía detener la inflación y la recesión, acabar con la pérdida de divisas y dar un contexto de estabilidad y confianza a los agentes económicos. Fueron tan fuertes estas medidas económicas, que, sin exagerar, dejaron estupefactos a todos los peruanos. Se dice que incluso Alan García, sabedor de lo que se venía, llegó a tantear la posibilidad de renunciar la noche anterior, pero que luego recapacitó para no dar gusto a la derecha que, según él, quería su cabeza.
El plan, denominado Plan Cero, contribuyó a generar una inflación aún mucho mayor, sobre todo en relación con los productos importados. Así, por ejemplo, el precio de los productos farmacéuticos subió 600 % y el de la gasolina 400 %. Además, se eliminó el sistema del control de precios con excepción de 42 productos básicos.
A partir de septiembre de 1988, la inflación se convirtió en lo que los economistas denominan hiperinflación. Ese mes, los precios subieron 114 %. Fue el mes con mayor inflación en el gobierno de García y, probablemente, en la historia del Perú. En época contemporánea, además del Perú, pocos países han caído en hiperinflación: Alemania, Austria y Hungría en 1920 (países europeos que salían de un desastre bélico);  y Bolivia y Nicaragua, en Latinoamérica. El shock parecía llegar muy tarde. En todo caso, no pudo controlar la inflación.
Un largo paro en la industria minera contribuyó a que las exportaciones cayeran aún más agravando así el déficit comercial. Las reservas internacionales, por su parte, se aproximaban a cero.
El 22 de noviembre de 1988, García lanzó otro “paquete” con medidas muy similares. Al mismo tiempo, Abel Salinas presentó su renuncia por discrepancias con García.
Las esperanzas del APRA estaban ahora cifradas en el Banco Mundial y el Fondo Monetario Internacional. Se enviaron diversas misiones a Washington D. C. para renegociar la deuda y obtener un “préstamo puente” de 800 millones de dólares. Pero el Perú no llegó a recibir préstamos, debido a que seguía siendo “inelegible” al no haber contenido la inflación ni haber podido recuperar las reservas internacionales; recién en julio de 1989 el FMI se comprometió a conseguir un préstamo. Para 1990, la deuda externa ascendía a 16.720 millones de dólares.
El aumento del desempleo y la caída drástica de ingresos fue el costo social del desastre económico provocando el surgimiento de un sector informal de una dimensión nunca antes vista. Además, el Estado en bancarrota ya no pudo cubrir sus obligaciones en materia de asistencia social, educación, salud y administración de justicia. 
Durante los años 1989 y 1990 no se produjeron cambios importantes. La economía se recuperó levemente y las reservas internacionales también. Las importaciones se contrajeron y las exportaciones subieron, sobre todo por el aumento de precio de los minerales en el mercado internacional.
Bajo el mando del nuevo ministro de Economía, César Vásquez Bazán, la inflación tuvo una leve baja. La tasa anual de inflación fue de 3398.6% en 1989. Los últimos meses de dicho año fueron usados en gastar las escasas reservas internacionales para reactivar en algo la economía en vista de las próximas elecciones generales. Así, en marzo de 1990, las reservas internacionales apenas llegaban a 190 millones de dólares.
Los resultados del funesto experimento económico de Alan García están todavía en la memoria colectiva de todos los peruanos: inflación a niveles astronómicos, escasez de alimentos y otros productos básicos y el derrumbe de la aprobación del presidente a solo un dígito, todo un récord nacional.

## Aspecto social

### Terrorismo

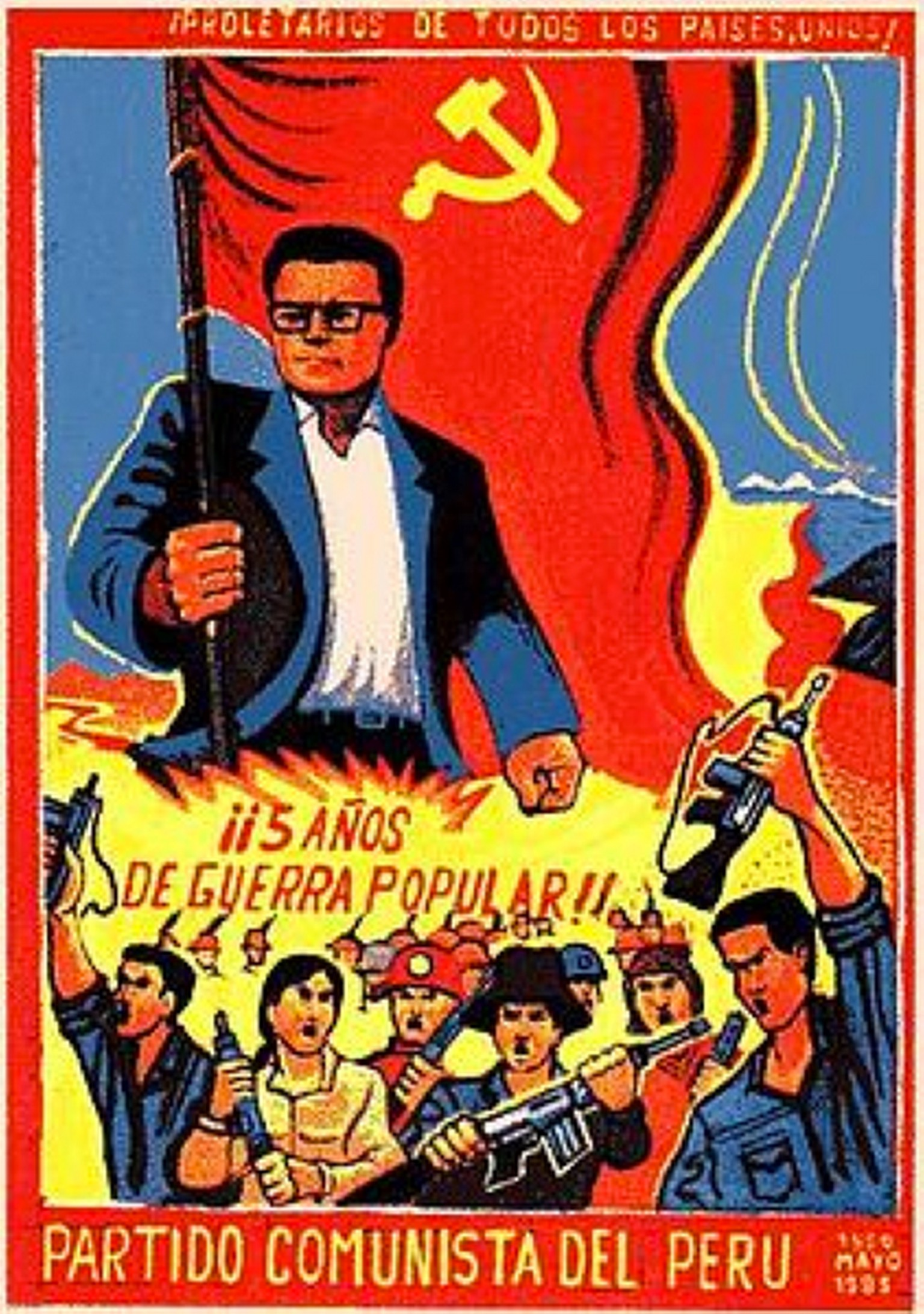
Cartel de Sendero Luminoso celebrando cinco años de "guerra popular", se puede apreciar la imagen de Abimael Guzmán sosteniendo la bandera de dicho grupo terrorista.

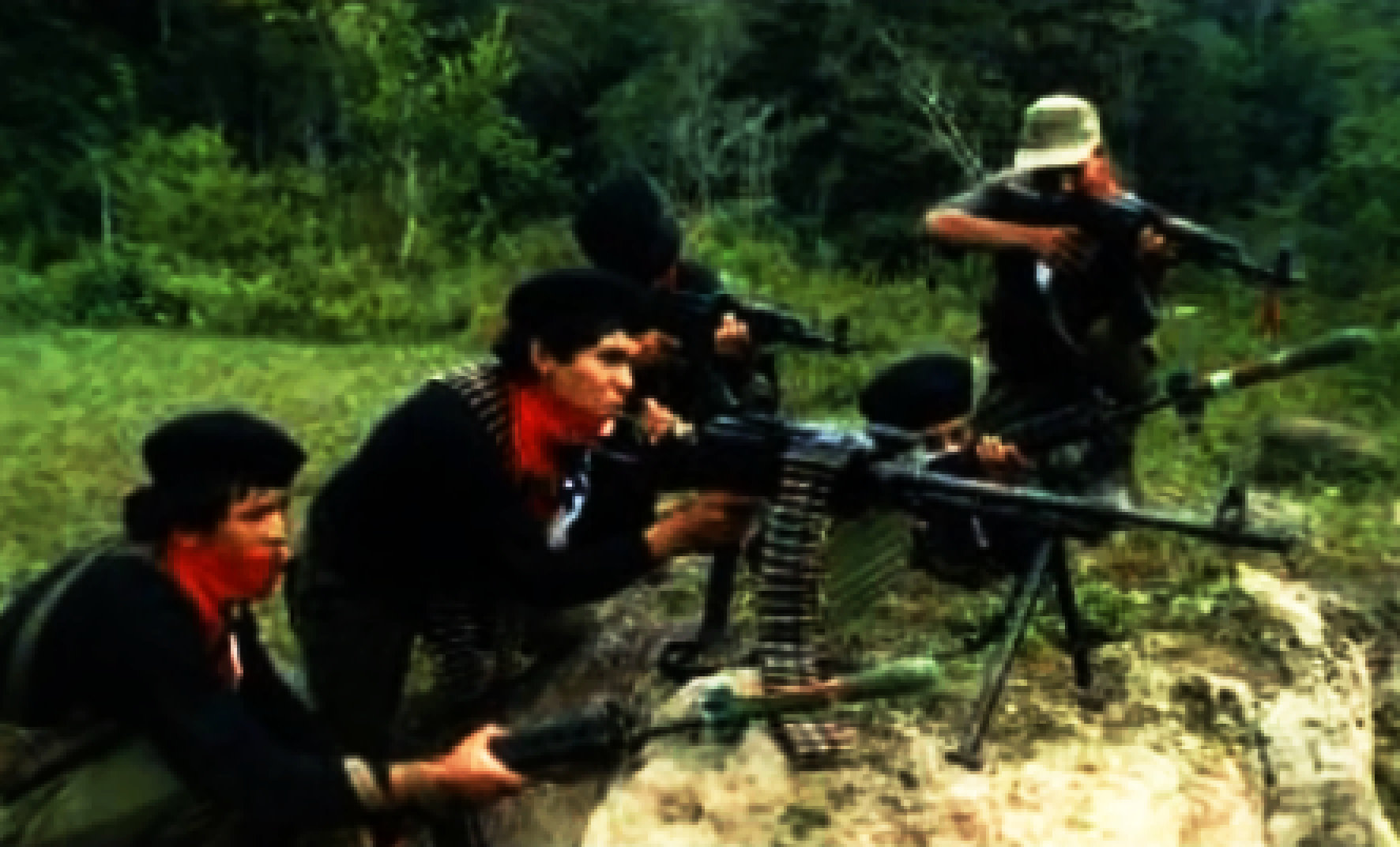
Terroristas del MRTA en la zona del VRAEM durante el primer gobierno de Alan García.

La actividad  terrorista llevada a cabo por Sendero Luminoso y el MRTA se había iniciado durante el segundo gobierno de Fernando Belaúnde Terry, pero se extendió y se intensificó casi a nivel nacional bajo el gobierno de García. Extensas regiones como la selva del Huallaga y casi todas las alturas de los Andes Centrales cayeron bajo control de las huestes terroristas. Estos irrumpían de improviso en los pueblos, asesinaban con extremada crueldad a los policías y las autoridades locales, reclutaban a la fuerza a los pobladores y luego, ante la proximidad de las fuerzas militares, se retiraban a las alturas, rehuyendo presentar combate frontal. Tales oponentes escurridizos e inasibles resultaban muy difíciles de someter para las fuerzas del orden. Los terroristas también se dedicaron a destruir todo signo de progreso en las regiones: puentes, plantas eléctricas e hidroeléctricas, plantas experimentales de agricultura y ganadería, maquinarias, hasta el ganado de las comunidades. Y ahuyentaron o asesinaron a los pequeños productores y al personal extranjero de ayuda técnica. Cuando se hizo muy fuerte la presencia militar en el campo, los senderistas optaron por otra estrategia: centrar su accionar dentro de las ciudades, particularmente Lima. En ellas se hallaban infiltrados en las universidades y sindicatos. Sus atentados nocturnos eran precedidos por voladuras de torres de alta tensión que provocaban apagones; asimismo, acrecentaron sus asesinatos selectivos de dirigentes populares, personal policial y funcionarios públicos. Un asesinato resonante fue el de Rodrigo Franco Montes, dirigente aprista y presidente de ENCI (Empresa Nacional de Comercialización de Insumos), en 1987. Hacia 1989 se calcula que la violencia terrorista había causado la muerte a unas 20.000 personas, el 90% de los cuales eran de origen campesino.
El accionar del terrorismo produjo como reacción actos de represión militar: la masacre de Accomarca (Ayacucho), en agosto de 1985; la matanza de senderistas amotinados en los distintos centros penitenciarios de Lima el 19 de junio de 1986 (Matanza en los penales); y la masacre de Cayara (provincia de Cangallo) en 1988. Aunque inicialmente Alan García mostró interés en frenar las violaciones a los derechos humanos, tras el incidente de los penales, permitió que continuase la violencia contrasubversiva de las Fuerzas Armadas y se formaron escuadrones de la muerte, que amedrentaron a sospechosos de terrorismo y a críticos de la política antiterrorista. Este grupo paramilitar adoptó el nombre de Comando Rodrigo Franco (en alusión al dirigente aprista asesinado en 1987) y empezó su accionar en 1988. Su primera víctima fue Manuel Febres, el abogado defensor de Osmán Morote, el cabecilla terrorista capturado en junio de ese año y sindicado como el número 2 de Sendero Luminoso.
A partir de 1988 y 1989 los grupos terroristas intensificaron su ola de atentados en Lima y varias otras ciudades, frente a la impotencia gubernamental. Los estallidos de bombas y los asesinatos selectivos ocurrían a diario. El inicio del proceso electoral de 1990 fue otro motivo para que se desatara una escalada de crímenes selectivos, ya que la cúpula terrorista consideraba de interés prioritario impedir la realización de las elecciones generales. Un comando del MRTA dio muerte al exministro de Defensa Enrique López Albújar Trint, en una céntrica calle de Lima (9 de enero de 1990).
De los dos grupos terroristas, era el Movimiento Revolucionario Túpac Amaru el que se mostraba más frágil en cuando a organización y clandestinidad, por lo que una labor de inteligencia permitió la captura de sus principales dirigentes, entre ellos Víctor Polay Campos, el "Comandante Rolando". En 1987, el MRTA apertura el Frente Nororiental en el departamento de San Martín. Sin embargo, la controversia se dio cuando a menos de veinte días de la transferencia al nuevo gobierno (julio de 1990), Víctor Polay y 47 militantes del MRTA lograron fugar del penal de "máxima seguridad" Miguel Castro Castro a través de un túnel de 330 metros construido desde fuera del penal. La construcción, muy precaria, carecía de instalaciones de servicios de alumbrado e incluso de un respiradero que facilitaría el trabajo operativo. Más allá del hecho mismo, la repercusión obtenida por el Movimiento Revolucionario Túpac Amaru (MRTA), a nivel nacional e internacional, constituyó un duro cuestionamiento no solo a la estrategia antisubversiva del Gobierno Peruano, sino también a la capacidad operativa de las autoridades policiales y penales del país.

## Aspecto internacional
Se puede afirmar que con el anuncio del presidente García ante al Asamblea de la ONU de destinar solo el 10% del valor de las exportaciones al servicio de la deuda externa, se inicia la política internacional del gobierno aprista. La intención de García, al hacer una prédica antiimperialista y antiestadounidense en el seno de la ONU, era evidentemente asumir un liderazgo dentro de los llamados países no alineados o tercermundistas, compitiendo así con el líder cubano Fidel Castro (quien, a propósito, tenía una posición mucho más radical en torno al problema de la deuda externa: no pago). Esperaba sin duda García que los países latinoamericanos afectados también por el problema de la deuda externa se sumaran a su tesis, pero ello no se dio, de modo que el Perú quedó aislado.
En julio de 1986 se llevó a cabo el XVII Congreso de la Internacional Socialista en Lima, siendo el primer congreso que la organización celebró en el continente americano, aceptando la solicitud del presidente García. Fue el momento cumbre de la política exterior peruana. En el congreso de la organización internacional, Alan García estuvo acompañado por el ex canciller alemán, Willy Brandt (Premio Nobel de la Paz 1971), el expresidente venezolano, Carlos Andrés Pérez, el revolucionario nicaragüense, Bayardo Arce Castaño y el exministro español, Enrique Barón. Días antes de la inauguración oficial, se produjo la Matanza de los penales, hecho ocurrido cuando las fuerzas del orden retomaron a la fuerza distintos penales o centros de reclusión controlados por terroristas, lo que dejó una gran cantidad de muertos y heridos (oficialmente se habló de 300 muertos). Fue un duro revés para la política exterior del Perú, del cual nunca se pudo recuperar.
García asistió a la promulgación de la Constitución sandinista en Nicaragua (1987), impulsó la formación del Grupo de Apoyo al Grupo Contadora (que laboraba a favor de la paz en Centroamérica) y se opuso a la invasión estadounidense de Panamá de 1989.

## La oposición al gobierno. Elecciones generales de 1990
La oposición al gobierno creció significativamente desde el intento de estatización de la banca, una medida que fue sumamente impopular y disparó un enérgico movimiento de protesta de la derecha encabezado por el escritor Mario Vargas Llosa. Este movimiento finalmente evolucionaría en la alianza política FREDEMO (que incluía al Partido Popular Cristiano, Acción Popular y al Movimiento Libertad) que postuló en las elecciones de 1990 con Vargas Llosa como candidato presidencial. De otro lado se presentó Luis Alva Castro, como candidato oficialista, es decir, por el APRA. La izquierda, ya en crisis, presentó dos candidatos: Alfonso Barrantes, el exalcalde de Lima, por la Izquierda Socialista; y Henry Pease por la Izquierda Unida. Sin embargo, faltando pocas semanas para las elecciones, surgió una figura hasta entonces desconocido en política, el ingeniero agrónomo y exrector de la Universidad Nacional Agraria, Alberto Fujimori, que encabezaba un improvisado partido llamado Cambio 90. En las elecciones del 8 de abril de 1990 Fujimori quedó en segundo lugar detrás de Vargas Llosa, forzando así a una segunda vuelta electoral. Esta se realizó el 10 de junio de 1990. Fujimori, apoyado por el APRA y la izquierda, ganó abrumadoramente con el 62 % de los votos, frente al 38 % que obtuvo Vargas Llosa.
En el último mensaje a la nación que dio García el 28 de julio de 1990 ante el Congreso recién electo,  un nutrido grupo de parlamentarios interrumpió al mandatario constantemente mediante carpetazos y pifias, ante el desconcierto de los presidentes de diversos países de Latinoamérica y otros invitados ilustres congregados para asistir a la toma de mando.

## Obras
La crisis económica motivó que no se realizaran grandes obras de infraestructura física, pero sí se continuaron varias iniciadas en gobiernos anteriores, siendo algunas terminadas.
- En 1986 se reanudó la construcción de la central hidroeléctrica de Charcani V (Arequipa). Esta obra se había iniciado en 1978, siendo culminada en 1988.
- También en 1986 se reanudó el proyecto de irrigación Chavimochic, un vasto plan de irrigación de los valles de Chao, Virú, Moche y Chicama (La Libertad), aprovechando las aguas del río Santa. Sería concluido en el siguiente gobierno de Fujimori.
- Continuó la represa de Gallito Ciego, entre La Libertad y Cajamarca, hasta su inauguración en 1988. El costo de la obra fue de 125 millones de dólares.
- En 1989 se reanudó el proyecto hidroenergético de Olmos (Lambayeque), obra que benefició a 25 mil familias.
- En 1987 se reanudó la central hidroeléctrica de Carhuaquero (Cajamarca).
- Se continuó el gran proyecto Majes (Arequipa), terminándose la construcción de la presa de Condoroma y el canal de Majes.
- Se terminó el Centro Nuclear Óscar Miro Quesada de la Guerra en Huarangal (Lima).
- Se creó el Museo de la Nación, en el edificio donde antes funcionaba el Ministerio de Pesquería y el Banco de la Nación.
- Se inició la construcción del Tren Eléctrico de Lima, un ambicioso proyecto de transporte urbano, destinado a cubrir la distancia de 20.8 km, desde Villa El Salvador hasta el Hospital Dos de Mayo, en el centro de Lima. Sin embargo, tras invertirse grandes sumas de dinero, las obras fueron paralizadas sin haberse culminado. La crisis económica, una serie de denuncias de corrupción en torno a la licitación de la obra, así como intereses políticos, mantuvieron el proyecto en suspenso durante dos décadas, reiniciándose ya avanzado el siglo XXI, bajo el segundo gobierno del mismo García.

Algunas de sus medidas sociales, calificadas a veces como “populistas”, fueron las siguientes:
- Se construyeron hospitales en algunos departamentos y se amplió la cobertura de vacunación de los niños a nivel nacional.
- Se dio recursos al Banco Agrario, entidad estatal que se encargó de dar préstamos a los campesinos, con “cero interés” en algunas regiones.
- Se crearon programas temporales para dar empleo a los más pobres, como el Programa de Apoyo al Ingreso Temporal (PAIT).
- Para favorecer la alimentación popular se implementaron comedores populares y se creó el llamado “pan popular”, un pan más barato, hecho a base de harina de trigo menos refinada que el de uso corriente.[67]

En otros aspectos, se consideran como logros de la gestión aprista la Regionalización y la simplificación administrativa.

## Corrupción pública
Uno de los puntos del inicial programa del alanismo expuesto en su mensaje inicial, enfatizaba en la “moralización” de las fuerzas armadas y policiales, muy desprestigiadas por sus relaciones con el narcotráfico y otros tipos de corrupción. Siguiendo esa línea, se despidió y pasó al retiro a los funcionarios y autoridades involucradas en ilícitos y se reorganizó la Guardia Civil, la Guardia Republicana y la Policía de Investigaciones. A comienzos de 1986 fueron rebautizadas y puestas bajo el mando de una Policía Nacional del Perú unificada (PNP).
En los primeros años de gobierno, no hubo ninguna denuncia resonante de corrupción que involucrase a las autoridades y funcionarios. Ello es entendible ya que los grupos económicos que controlaban los principales medios de comunicación (diarios, revistas, radios y televisoras), se hallaban en buenas relaciones con el poder político, pues se beneficiaban del acceso privilegiado a los dólares MUC (dólar subsidiado por el gobierno y usado en la importación de bienes y en pagos por servicios en el extranjero). Otros procedían de igual manera, tratando sin duda de congraciarse con el mandatario para recibir esos beneficios. Solo el diputado Fernando Olivera propuso una investigación parlamentaria para investigar los ingresos y propiedades de García, pero fue rechazado por la mayoría aprista de la Cámara de Diputados.
Los primeros indicios de corrupción aparecieron cuando se hizo evidente la presencia cada vez mayor de militantes y simpatizantes apristas ocupando puestos claves en la administración pública, donde en vez de los méritos profesionales, pesaba más la filiación partidaria. También muchos amigos y empresarios cercanos al mandatario se beneficiaron del mal manejo de los dólares MUC. Pero solo fue tras el intento frustrado de la estatización de la banca, que empezaron a salir a la luz los escándalos de corrupción, cuando los medios de comunicación y la elite se convencieron de que debían oponerse a la política de García. Funcionarios públicos se vieron involucrados en numerosos de esos casos; por ejemplo, a mediados de 1988 el ministro de Agricultura Remigio Morales Bermúdez Pedraglio debió renunciar a raíz del escándalo de la carne malograda, importada de Argentina.
Pero solo sería tras el final del gobierno en julio de 1990 en que se revelarían las más importantes denuncias de corrupción, que involucraban a la persona del mismo presidente. Se formó al respecto una Comisión Investigadora, integrada por Fernando Olivera Vega, Pedro Cateriano y Lourdes Flores, que como primera medida lograron levantar la inmunidad parlamentaria a García (ya que según lo establecido en la Constitución de 1979, los expresidentes ejercían una senaduría vitalicia). Los principales cargos levantados en 1991 contra García incluían el enriquecimiento ilícito como funcionario, debido a ingresos no declarados de dudoso origen y presumibles ganancias ilegales provenientes de su participación directa en los casos de los aviones Mirage y el BCCI. Adicionalmente, se incluyeron cargos de pedido y recepción de sobornos del consorcio italiano encargado de la construcción del Metro de Lima (el “tren eléctrico”).

### Caso Mirage
El caso de los aviones Mirage consistió en lo siguiente: García había decidido, desde el comienzo de su gobierno, reducir la compra de una flotilla de aviones Mirage 2000, a solo 14 aviones de los 26 que originalmente había contratado el gobierno anterior en 1982. Aseguró que, como la compra se hallaba en trámite, era factible esa operación y que el Estado se ahorraría dinero que sería destinado para fines más prioritarios. Como negociador fue enviado a Francia Héctor Delgado Parker, empresario muy amigo del mandatario.  Dicho sea de paso, la decisión de reducir la compra la tomó García sin consultar con las Fuerzas Armadas, como debió haber sido el procedimiento correcto. Pero lo más grave fue que las investigaciones de la Comisión dieron indicios razonables de que dicha operación tuvo otros fines, presumiblemente para beneficiar económicamente al mandatario. Comenzando que, era inexacto que la compra se hallaba en trámite en 1985, sino que esta se había transado en 1982, estando programada la entrega de los aviones en dos lotes: 16 aviones en 1986 y 10 aviones en 1988. Con la reducción de la compra, el calendario de entrega se modificó, y según los datos proporcionados por las Fuerzas Armadas, 4 aviones llegaron a fines de 1987 y 10 aviones en 1988. Sin embargo, la Comisión descubrió que, para mediados de 1986, los aviones Mirage ya estaban fabricados, y según la documentación revisada, fueron entregados al Perú ese mismo año, pese a lo cual nunca llegaron al país en ese entonces. Ello llevó a la presunción de que esos aviones fueron vendidos clandestinamente a otros países, lo que resultaría en un gran negocio, ya que el valor de los Mirage se había triplicado desde 1982, debido a los conflictos que estallaron en el Medio Oriente en esa época. La Comisión halló también indicios que García había intervenido directamente en la operación, y recopiló testimonios de que en el transcurso de la misma el mandatario se había reunido reiteradamente con Abderramán El Assir, un acaudalado libanés cuyo oficio era ser intermediario entre gobiernos compradores y fabricantes de armas, con altas comisiones de por medio.  Presumiblemente ambos negociaron la venta de los aviones hacia un país de Oriente, para lo cual se habría usado la intermediación del BCCI de Londres, un banco especializado en falsificar documentación referente a ventas de armas. Hay que destacar que una de las cláusulas del contrato de compra contemplaba la posibilidad de que el Perú pudiera traspasar parte de la flota a un tercer país, previa autorización del gobierno francés, cosa que inexplicablemente no se siguió, y aparentemente se optó por la venta clandestina que obviamente beneficiaba por lo bajo a los participantes en dicha operación. La defensa de García consistió en afirmar que no hubo intermediarios en la renegociación de la compra, la misma que se hizo de gobierno a gobierno, y resaltó lo beneficioso que fue para el país dicha operación. En cuanto a Abderramán El Assir, García admitió conocerlo, pero negó que fuera un traficante de armas. No obstante, los analistas concuerdan en que la decisión de renegociar la compra de los Mirage fue en realidad perjudicial al país, calculándose las pérdidas en más de 250 millones de dólares.

### Caso BCCI
El escándalo del BCCI, un banco internacional sindicado de prácticas de defraudación, estalló al producirse su quiebra en 1991, salpicando a muchos gobiernos del mundo, entre ellos el de Perú. Una de las prácticas de dicho Banco era captar depósitos pagando sobornos y coimas a funcionarios de gobierno y funcionarios de bancos. El fiscal del distrito de la ciudad de Nueva York Robert Morgenthau, en el curso de sus investigaciones en torno a este caso internacional, reveló que parte de las reservas del Banco Central de Reserva del Perú (BCRP) fueron depositadas en el BCCI, previo soborno de tres millones de dólares a dos funcionarios del BCRP, Leonel Figueroa (presidente) y Héctor Neyra (gerente general). Después se supo que el encargado de sobornar a estos dos fue el peruano Brian Jensen, exfuncionario del BCCI y exgerente general del BCRP en la época del segundo belaundismo. Aunque el BCRP era en teoría autónomo, sin embargo, era difícil de creer que el presidente García, por su estilo de gobierno, no habría estado al tanto de sus manejos; los indicios apuntaban a que estuvo involucrado directamente en la colocación de las reservas en el BCCI y que conoció de los sobornos. Todas estas revelaciones causaron gran impacto en el Perú. La defensa de García consistió en afirmar que nunca intervino en las decisiones gerenciales del BCRP y que el gran culpable de los sobornos era Brian Jensen, que era acciopopulista.
Si bien ambas cámaras, la de diputados y senadores, ante los indicios documentales y testimoniales, votaron mayoritariamente por la acusación constitucional contra el expresidente, errores procesales motivaron que el “caso García” no prosperara en el poder judicial (allí se adujo falta de evidencias e imprecisión de los cargos criminales). Se afirmó también que los jueces responsables del caso habían sido nombrados en el gobierno de García o tenían vínculos estrechos con el APRA.
A todo ello se sumó el autogolpe de Fujimori de 1992, que dio a Alan García la excusa perfecta para fugarse del país y asilarse en Colombia, arguyendo ser un “perseguido político” (luego pasaría a Francia). No volvería al Perú hasta el 2001, tras la caída de Fujimori. Aunque a lo largo de esos años se intentó mantener en su contra las denuncias de corrupción, estas finalmente prescribieron, figura a la que oportunamente se acogió García. Fue así que pudo postular nuevamente a la presidencia en el 2001, al no tener ningún proceso pendiente.

## Aprobación presidencial
La aprobación de García en septiembre de 1985 fue de 90% según la encuestadora Apoyo; en diciembre del mismo año, su aprobación estuvo en 82%. Empezó 1986 con una aprobación de 72%, en abril del mismo año recuperó popularidad y su aprobación ascendió a 85%, sin embargo en julio del mismo año bajó a 70%, conforme pasaron los meses, a fin de año su aprobación bajó a 67%. En 1987 su aprobación siguió bajando, siendo de 52% en junio, cinco meses después cayó a 38%. El siguiente año lo empezó con 43%, pero a mediados de este bajó a 34% y continuó desplomándose hasta 13% (en diciembre). En 1989 las cifras continuaron cayendo y empezó el año con 9% de aprobación; a fines del mismo año su aprobación subió a 14% y durante 1990 continuó subiendo, siendo en julio de 21%.
| Mes        | 1985       | 1986       | 1987       | 1988       | 1989       | 1990       |
| ---------- | ---------- | ---------- | ---------- | ---------- | ---------- | ---------- |
| Enero      |            | 78%        | 67%        | 43%        | 9%         | 18%        |
| Febrero    | 84%        | 64%        | 42%        | 12%        | 18%        |            |
| Marzo      | 85%        | 62%        | 41%        | 15%        | 19%        |            |
| Abril      | 85%        | 67%        | 36%        | 11%        | 21%        |            |
| Mayo       | 80%        | 59%        | 30%        | 12%        | 18%        |            |
| Junio      | 70%        | 52%        | 43%        | 15%        | 21%        |            |
| Julio      | 70%        | 50%        | 39%        | 13%        | 21%        |            |
| Agosto     | 83%        | 71%        | 52%        | 34%        | 19%        |            |
| Septiembre | 90%        | 70%        | 54%        | 19%        | 18%        |            |
| Octubre    | 88%        | 68%        | 44%        | 16%        | 19%        |            |
| Noviembre  | 86%        | 63%        | 38%        | 17%        | 14%        |            |
| Diciembre  | 82%        | 67%        | 42%        | 13%        | 14%        |            |
| Fuente:    | Apoyo S.A. | Apoyo S.A. | Apoyo S.A. | Apoyo S.A. | Apoyo S.A. | Apoyo S.A. |

## Autoridades

### Vicepresidentes
| Vice Presidencia | Nombre                       |
| ---------------- | ---------------------------- |
| 1.ª              | Luis Alberto Sánchez Sánchez |
| 2.ª              | Luis Alva Castro             |

### Ministros
| Ministerio                                                                  | Ministros | Partido                                                   | Periodo |
| --------------------------------------------------------------------------- | --- | --------------------------------------------------------- | --- |
| Presidencia del Consejo de Ministros                                        | Luis Alva Castro Guillermo Larco Cox Armando Villanueva del Campo Luis Alberto Sánchez Sánchez Guillermo Larco Cox                                                             | PAP                                                       | 28 de julio de 1985 - 26 de junio de 1987 27 de junio de 1987 - 13 de mayo de 1988 13 de mayo de 1988 - 15 de mayo de 1989 15 de mayo de 1989 - 30 de septiembre de 1989 30 de septiembre de 1989 - 27 de julio de 1990                                                                                       |
| Relaciones Exteriores                                                       | Allan Wagner Tizón Luis Gonzales Posada Guillermo Larco Cox | Independiente PAP                                         | 28 de julio de 1985 - 13 de mayo de 1988 13 de mayo de 1988 - 1 de marzo de 1989 1 de marzo de 1989 - 28 de julio de 1990 |
| Defensa                                                                     | Enrique López-Albújar Trint Julio Velásquez Giacarini | Independiente                                             | 14 de octubre de 1987 - 15 de mayo de 1989 15 de mayo de 1989 - 28 de julio de 1990 |
| Agricultura                                                                 | Augusto Barturén Dueñas Remigio Morales Bermúdez Pedraglio Juan Manuel Coronado Balmaceda Isaac Roberto Ángeles Lazo                                                           | Independiente PAP Independiente                           | 28 de julio de 1985 - 9 de enero de 1986 9 de enero de 1986 - 11 de octubre de 1988 11 de octubre de 1988 - 28 de octubre de 1989 28 de octubre de 1989 - 28 de julio de 1990 |
| Trabajo y Promoción Social                                                  | Carlos Blancas Bustamante Orestes Rodríguez Campos Wilfredo Chau Villanueva | PDC PAP Independiente                                     | 28 de julio de 1985 - 25 de junio de 1986 25 de junio de 1986 - 4 de septiembre de 1989 4 de septiembre de 1989 - 28 de julio de 1990 |
| Economía y Finanzas                                                         | Luis Alva Castro Gustavo Saberbein Chevalier César Robles Freyre Abel Salinas Izaguirre Carlos Rivas Dávila César Vásquez Bazán                                                | PAP Independiente PAP                                     | 28 de julio de 1985 - 27 de junio de 1987 27 de junio de 1987 - 13 de mayo de 1988 13 de mayo de 1988 - 2 de septiembre de 1988 2 de septiembre de 1988 - 28 de noviembre de 1988 28 de noviembre de 1988 - 15 de mayo de 1989 15 de mayo de 1989 - 28 de julio de 1990                                       |
| Transportes y Comunicaciones                                                | José Humberto Murgia Zannier Germán Parra Herrera Francisco Maury López Camilo Carrillo Gómez Luis Heysen Zegarra Oswaldo Morán Márquez Augusto Valqui Malpica                 | PAP Independiente PAP Independiente                       | 28 de julio de 1985 - 27 de junio de 1987 27 de junio de 1987 - 16 de julio de 1988 16 de julio de 1988 - 6 de septiembre de 1988 6 de septiembre de 1988 - 11 de marzo de 1989 11 de marzo de 1989 - 6 de octubre de 1989 6 de octubre de 1989 - 9 de mayo de 1990 9 de mayo de 1990 - 28 de julio de 1990   |
| Vivienda, Construcción y Saneamiento                                        | Luis Bedoya Vélez Antenor Orrego Spelucín | Independiente PAP                                         | 28 de julio de 1985 - 1 de marzo de 1989 1 de marzo de 1989 - 28 de julio de 1990 |
| Salud                                                                       | David Tejada de Rivero Ilda Urizar Peroni de Arias Luis Pinillos Ashton David Tejada de Rivero Paul Caro Gamarra                                                               | Independiente PAP Independiente PAP                       | 28 de julio de 1985 - 27 de junio de 1987 27 de junio de 1987 - 13 de mayo de 1988 13 de mayo de 1988 - 15 de mayo de 1989 15 de mayo de 1989 - 4 de octubre de 1989 4 de octubre de 1989 - 28 de julio de 1990                                                                                               |
| Energía y Minas                                                             | Wilfredo Huayta Núñez Abel Salinas Izaguirre José Carlos Carrasco Távara Mario Samamé Boggio                                                                                   | Independiente PAP Independiente UPP                       | 28 de julio de 1985 - 27 de junio de 1987 27 de junio de 1987 - 5 de septiembre de 1988 5 de septiembre de 1988 - 15 de mayo de 1989 15 de mayo de 1989 - 28 de julio de 1990 |
| Educación                                                                   | Grover Pango Vildoso Mercedes Cabanillas Bustamante Efraín Orbegozo Rodríguez Mercedes Cabanillas Bustamante                                                                   | PAP Independiente PAP                                     | 28 de julio de 1985 - 27 de junio de 1987 27 de junio de 1987 - 28 de julio de 1989 28 de julio de 1989 - 9 de mayo de 1990 9 de mayo de 1990 - 28 de julio de 1990 |
| Interior                                                                    | Abel Salinas Izaguirre José Barsallo Burga Juan Soria Díaz Armando Villanueva del Campo Agustín Mantilla Campos                                                                | PAP Independiente PAP                                     | 28 de julio de 1985 - 27 de junio de 1987 27 de junio de 1987 - 13 de mayo de 1988 13 de mayo de 1988 - 2 de marzo de 1989 2 de marzo de 1989 - 15 de mayo de 1989 15 de mayo de 1989 - 28 de julio de 1990                                                                                                   |
| Justicia                                                                    | Luis Gonzales Posada Carlos Blancas Bustamante Gonzalo Durand Aspíllaga Camilo Carrillo Gómez César Delgado Barreto María Bockos Heredia de Grillo Joffré Fernández Valdivieso | PAP PDC PAP Independiente Independiente Independiente PAP | 28 de julio de 1985 - 25 de julio de 1986 25 de julio de 1986 - 16 de febrero de 1988 16 de febrero de 1988 - 5 de abril de 1988 5 de abril de 1988 - 2 de septiembre de 1988 2 de septiembre de 1988 - 29 de agosto de 1989 30 de agosto de 1989 - 9 de mayo de 1990 9 de mayo de 1990 - 28 de julio de 1990 |
| Pesquería                                                                   | José Palomino Roedel Javier Labarthe Correa Rómulo León Alegría Willy Harm Esparza Juan Rebaza Carpio                                                                          | Independiente PAP Independiente                           | 28 de julio de 1985 - 27 de junio de 1987 27 de junio de 1987 - 17 de junio de 1988 17 de junio de 1988 - 15 de mayo de 1989 15 de mayo de 1989 - 30 de septiembre de 1989 30 de septiembre de 1989 - 27 de julio de 1990                                                                                     |
| Presidencia                                                                 | Nicanor Mujica Álvarez-Calderón Guillermo Larco Cox Armando Villanueva del Campo Agustín Mantilla Campos Luis Alberto Sánchez Sánchez Rodolfo Beltrán Bravo                    | PAP Independiente                                         | 28 de julio de 1985 - 27 de junio de 1987 27 de junio de 1987 - 13 de mayo de 1988 13 de mayo de 1988 - 1 de marzo de 1989 1 de marzo de 1989 - 15 de mayo de 1989 15 de mayo de 1989 - 30 de septiembre de 1989 30 de septiembre de 1989 - 28 de julio de 1990                                               |
| Industria, Turismo, Integración y Negociaciones Comerciales Internacionales | César Atala Nazzal Manuel Romero Caro Alberto Vera La Rosa Guillermo Arteaga Ralston Juan García Cabrejos Carlos Raffo Dasso                                                   | PAP Independiente PAP Independiente PAP                   | 28 de julio de 1985 - 13 de diciembre de 1985 13 de diciembre de 1985 - 2 de octubre de 1987 2 de octubre de 1987 - 13 de mayo de 1988 13 de mayo de 1988 - 2 de septiembre de 1988 2 de septiembre de 1988 - 1 de marzo de 1989 1 de marzo de 1989 - 28 de julio de 1990                                     |
| Guerra                                                                      | Jorge Flores Torres | PAP                                                       | 28 de julio de 1985 - 14 de octubre de 1987 |
| Marina                                                                      | Willy Harm Esparza | PAP                                                       | 28 de julio de 1985 - 14 de octubre de 1987 |
| Aeronáutica                                                                 | José Guerra Lorenzetti | Independiente                                             | 28 de julio de 1985 - 14 de octubre de 1987 |